# Ridsport vid olympiska sommarspelen 2000
Resultat från tävlingarna i ridsport vid olympiska sommarspelen 2000. I tävlingarna ingick dressyr, fälttävlan, och hoppning. Alla tre discipliner utövades både av lag och individuellt.

## Medaljtabell
| Pl. | Nation         | Guld | Silver | Brons | Totalt |
| --- | -------------- | ---- | ------ | ----- | ------ |
| 1   | Nederländerna  | 2    | 2      | 0     | 4      |
| 2   | Tyskland       | 2    | 1      | 1     | 4      |
| 3   | Australien     | 1    | 1      | 0     | 2      |
| 4   | USA            | 1    | 0      | 2     | 3      |
| 5   | Storbritannien | 0    | 1      | 0     | 1      |
| 5   | Schweiz        | 0    | 1      | 0     | 1      |
| 7   | Brasilien      | 0    | 0      | 1     | 1      |
| 7   | Nya Zeeland    | 0    | 0      | 1     | 1      |
| 7   | Saudiarabien   | 0    | 0      | 1     | 1      |

## Medaljörer

### Dressyr
| Gren                            | Guld | Guld | Silver | Silver | Brons | Brons |
| ------------------------------- | --- | --- | --- | --- | --- | --- |
| Individuell dressyr detaljer    | Anky van Grunsven och Bonfire Nederländerna                                                                                        | Anky van Grunsven och Bonfire Nederländerna                                                                                        | Isabell Werth och Gigolo Tyskland                                                                                           | Isabell Werth och Gigolo Tyskland                                                                                           | Ulla Salzgeber och Rusty Tyskland                                                                                | Ulla Salzgeber och Rusty Tyskland                                                                                |
| Lagtävlingen i dressyr detaljer | Tyskland Isabell Werth och Gigolo Nadine Capellmann och Farbenfroh Ulla Salzgeber och Rusty Alexandra Simons de Ridder och Chacomo | Tyskland Isabell Werth och Gigolo Nadine Capellmann och Farbenfroh Ulla Salzgeber och Rusty Alexandra Simons de Ridder och Chacomo | Nederländerna Ellen Bontje och Silvano Anky van Grunsven och Bonfire Arjen Teeuwissen och Goliath Coby van Baalen och Ferro | Nederländerna Ellen Bontje och Silvano Anky van Grunsven och Bonfire Arjen Teeuwissen och Goliath Coby van Baalen och Ferro | USA Susan Blinks och Flim Flam Robert Dover och Ranier Guenter Seidel och Foltaire Christine Traurig och Etienne | USA Susan Blinks och Flim Flam Robert Dover och Ranier Guenter Seidel och Foltaire Christine Traurig och Etienne |

### Fälttävlan
| Gren                               | Guld | Guld | Silver | Silver | Brons | Brons |
| ---------------------------------- | --- | --- | --- | --- | --- | --- |
| Individuell fälttävlan detaljer    | David O'Connor och Custom Made USA                                                                                                  | David O'Connor och Custom Made USA                                                                                                  | Andrew Hoy och Swizzle In Australien                                                                                           | Andrew Hoy och Swizzle In Australien                                                                                           | Mark Todd och Eyespy II Nya Zeeland                                                                                      | Mark Todd och Eyespy II Nya Zeeland                                                                                      |
| Lagtävlingen i fälttävlan detaljer | Australien Phillip Dutton och House Doctor Andrew Hoy och Darien Powers Stuart Tinney och Jeepster Matthew Ryan och Kibah Sandstone | Australien Phillip Dutton och House Doctor Andrew Hoy och Darien Powers Stuart Tinney och Jeepster Matthew Ryan och Kibah Sandstone | Storbritannien Ian Stark och Jaybee Jeanette Brakewell och Over To You Pippa Funnell och Supreme Rock Leslie Law och Shear H2O | Storbritannien Ian Stark och Jaybee Jeanette Brakewell och Over To You Pippa Funnell och Supreme Rock Leslie Law och Shear H2O | USA Nina Fout och 3 Magic Beans Karen O'Connor och Prince Panache David O'Connor och Giltedge Linden Wiesman och Anderoo | USA Nina Fout och 3 Magic Beans Karen O'Connor och Prince Panache David O'Connor och Giltedge Linden Wiesman och Anderoo |

### Hoppning
| Gren                             | Guld | Guld | Silver | Silver | Brons | Brons |
| -------------------------------- | --- | --- | --- | --- | --- | --- |
| Individuell hoppning detaljer    | Jeroen Dubbeldam och De Sjiem Nederländerna                                                                                      | Jeroen Dubbeldam och De Sjiem Nederländerna                                                                                      | Albert Voorn och Lando Nederländerna                                                                                 | Albert Voorn och Lando Nederländerna                                                                                 | Khaled Al Eid och Khashm Al Aan Saudiarabien                                                                                              | Khaled Al Eid och Khashm Al Aan Saudiarabien                                                                                              |
| Lagtävlingen i hoppning detaljer | Tyskland Ludger Beerbaum och Goldfever 3 Lars Nieberg och Esprit FRH Marcus Ehning och For Pleasure Otto Becker och Dobels Cento | Tyskland Ludger Beerbaum och Goldfever 3 Lars Nieberg och Esprit FRH Marcus Ehning och For Pleasure Otto Becker och Dobels Cento | Schweiz Markus Fuchs och Tinka's Boy Beat Maendli och Pozitano Lesley McNaught och Dulf Willi Melliger och Calvaro V | Schweiz Markus Fuchs och Tinka's Boy Beat Maendli och Pozitano Lesley McNaught och Dulf Willi Melliger och Calvaro V | Brasilien Rodrigo Pessoa och Baloubet du Rouet Luiz Felipe De Azevedo och Ralph Álvaro Miranda Neto och Aspen Andre Johannpeter och Calei | Brasilien Rodrigo Pessoa och Baloubet du Rouet Luiz Felipe De Azevedo och Ralph Álvaro Miranda Neto och Aspen Andre Johannpeter och Calei |

Denna tabell: visa • redigera